# Antonio de Alós y de Rius

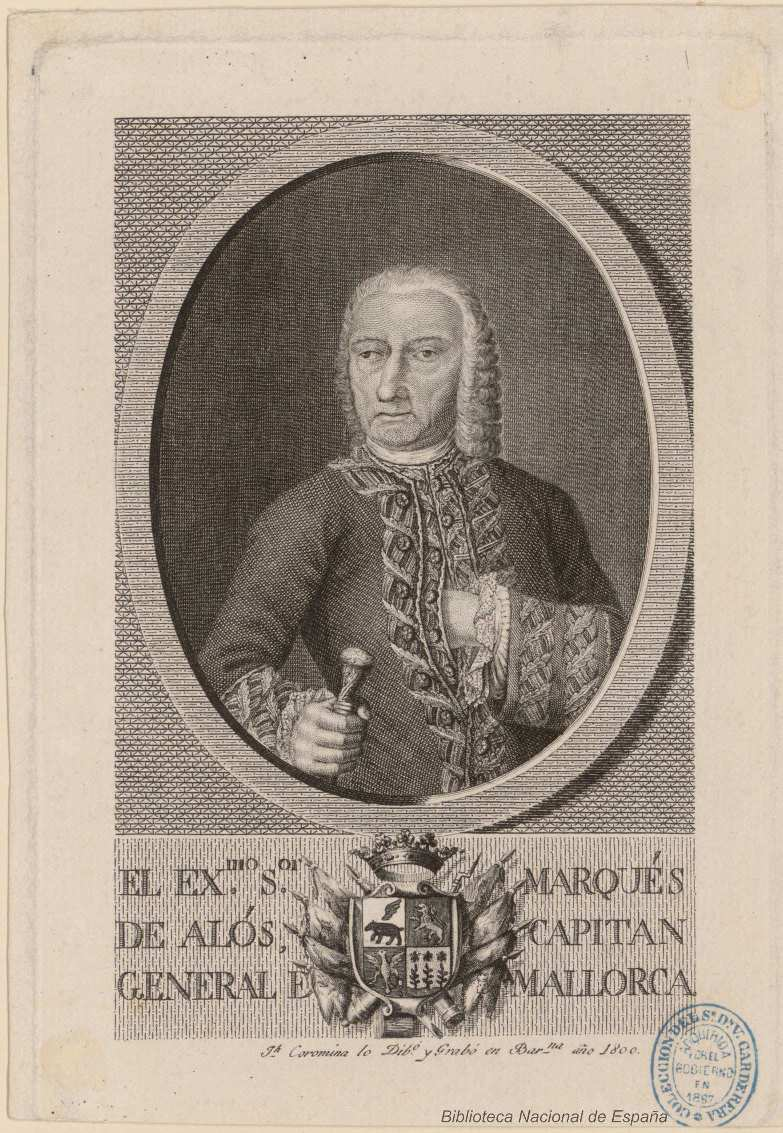
José Coromina, Retrato de Antonio Alós y Ríus, marqués de Alós, 1800. Grabado calcográfico. Biblioteca Nacional de España

Antonio de Alós y de Rius (Moyá, España, 16 de marzo de 1693-Barcelona, 4 de agosto de 1780), I marqués de Alós, fue un noble y militar borbónico catalán, capitán general de Mallorca.

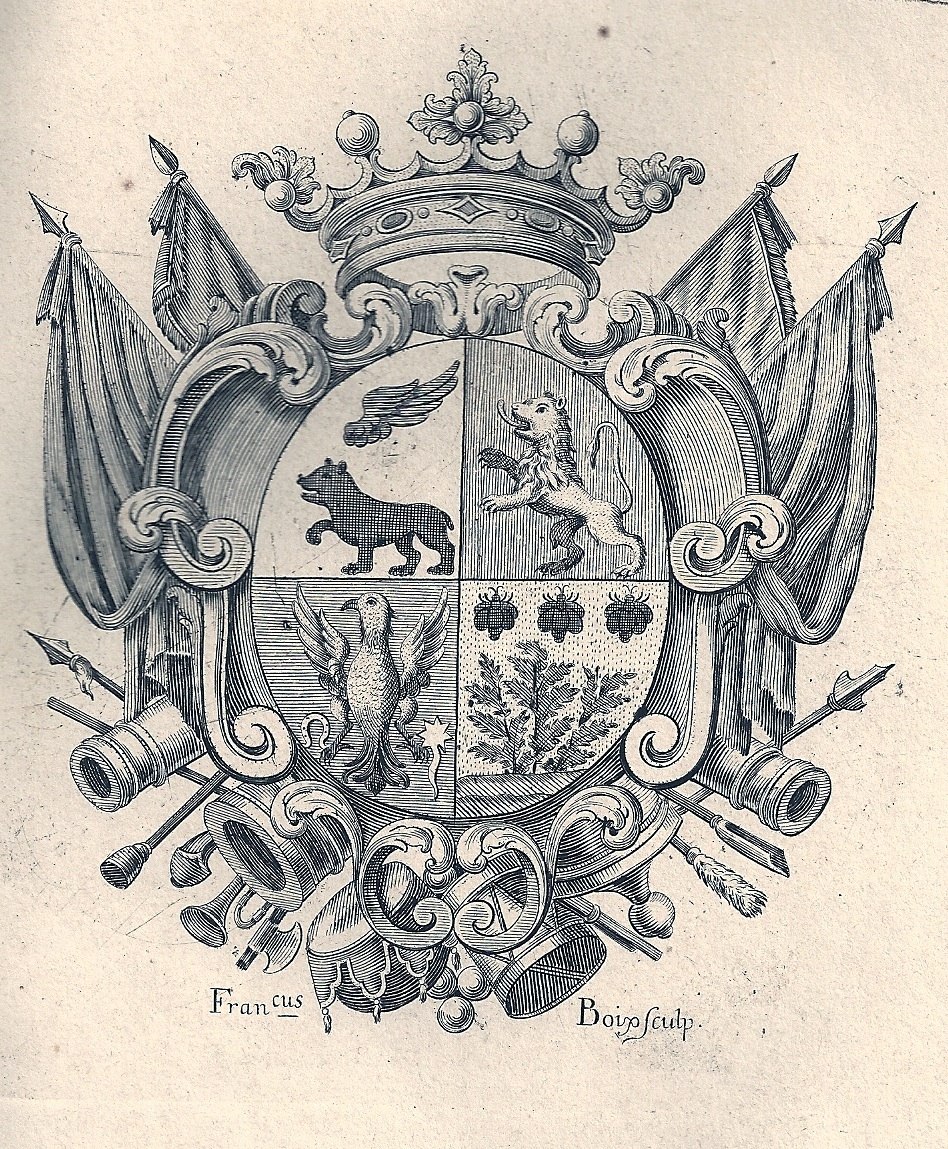
Armas del primer Marqués de Alós

## Biografía

### Familia
Nacido en el seno de una familia noble de tendencia borbónica, su padre era José de Alós y de Ferrer y su madre María Gracia de Rius y de Falguera. Su hermano mayor era José Francisco de Alós y de Rius, primer marqués de Puerto Nuevo, con el vizcondado previo de Bellver. Regidor perpetuo de Barcelona, su alcalde mayor, oidor de la Real Audiencia de Cataluña y asesor de la Intendencia del Principado.

### Carrera militar
Su carrera militar se extiende a lo largo de los reinados de Felipe V, Fernando VI y Carlos III. Empezó su carrera en 1709 al ingresar en el cuerpo de elite de los dragones de Vallejo – denominado Numancia a partir de 1718 – en calidad de exento de la mano de Bernardino Marimón, capitán-teniente del mismo cuerpo. Participa activamente en la Guerra de Sucesión y de la mano de José Patiño, Secretario del Despacho de Guerra y bien relacionado con la familia Alós, ascenderá rápidamente en el escalafón militar.
Su primera acción de guerra fue en mayo-junio de 1710 durante el asedio de la ciudad de Balaguer donde se atrincheraban las tropas aliadas del archiduque Carlos de Austria lideradas por Guido von Starhemberg. En 1713-14, junto a su compañía de  granaderos de dragones participó en el bloqueo y sitio de Barcelona dirigidos por el duque de Berwick. El 9 de mayo de 1714 es nombrado portaestandarte de la compañía de Granaderos y el 30 de junio del mismo año capitán, escogiendo como compañía, a instancias de su amigo el marqués de la Mina, los Dragones de Lusitania. Con la promoción a capitán de Dragones su carrera se estancará. Deberá esperar hasta la década de 1730 para obtener una nueva promoción.
En 1719-20, al mando de los Dragones de Lusitania, participó en la primera guerra de Sicilia, dentro del ejército felipista liderado por el Marqués de Lede. En 1732 es ascendido a teniente coronel y alférez de la recién formada Real Compañía de Granaderos – oficialmente «Compañía de granaderos a caballo del Rey». En 1733-34 participa en la conquista de Nápoles y, seguidamente, en 1735, en la segunda guerra de Sicilia con el ejército de Carlos III de España y en la campaña de Lombardía. Ello le valdrá nuevos ascensos y, en 1736, el título de marqués de Alós, que tardó 11 años en ser expedido. En 1741, asciende a brigadier de los Granaderos Reales y entre 1741 y 1745 participará junto a su compañía en varias campañas en el centro-norte de Italia y Saboya contra los ejércitos imperial y del Reino de Cerdeña, respectivamente. En 1747, recibe el título de marqués de Alós y es condecorado con la llave de Gentilhombre de Cámara de S. M. Siciliana. Ese mismo año abandona la Compañía de Granaderos al ser nombrado Gobernador militar y político de Alicante. Ocupó este cargo hasta que fue nombrado Gobernador militar y político de Gerona en 1760.

### Capitán general de Mallorca
En octubre de 1764 es designado Capitán General del Reino de Mallorca y toma posesión de este cargo en mayo del año siguiente. En Palma efectúa una labor de gobierno importante lo que le valió que el Ayuntamiento de Palma le concediera el 12 de mayo de 1773 perpetuo privilegio de noble de Mallorca.
En 1767, siendo capitán general de Mallorca, publicó una autobiografía resumiendo sus 57 años de experiencia militar. El texto, escrito en forma de epístola dirigida a los tres hijos que siguieron la carrera militar, Josep, Ramon y Joaquim, ofrece numerosa información sobre sus campañas en España e Italia.
En 1779 es destinado a Barcelona a petición propia, donde llega el 3 de junio de 1780, muriendo al poco tiempo en el mes de agosto del mismo año. Fue enterrado en la ya desaparecida parroquia de San Miguel (Barcelona), en la capilla de la Virgen del Rosario, donde se puso una lápida de mármol encarnado con la siguiente inscripción:

D.O.M.
Hevi
Subtus hunc quiescit, in spe gloriae inmortalis
Exmus. Antonius Dnus.
Marchio de Alos. Barc. nat. Balear Adop.
Utriusq. Siciliae Reg. cubicularius Reg. Cath.
In Ins Balear. rei Pacifice Summum Praefectus,
Rei Militaris Sumum. Imperator:
Pietate, laeta (Te Deum canens) morte clarus.
Dormit cum patribus
A 5 Aug. Ann 1780. Aetate suae
87. Mens. 4 Dic. 11

## Descendencia
Antonio de Alós se casó el 3 de diciembre de 1725 en la parroquia de Santa María del Mar de Barcelona con Teresa Brú, Sampsó, Mora i Alemany-Descatllar, hija de Josep de Brú i de Mora y de Mariana de Sampsó i d'Alemany-Descatllar. De ella tuvo ocho hijos vivientes, el primogénito José, seguido de Ramón, Antonio, Joaquín, María Gracia, Sor Mariana, Maria Francisca y Josefa. Tres de ellos siguieron, como el padre, la carrera militar, José, segundo Marqués de Alós, Ramón y Joaquín

## Trayectoria militar
- 1709: Ingresa en la Compañía de granaderos de dragones de Vallejo
- 1711: Alférez de la Compañía de granaderos de dragones
- 1714: Portaestandarte de la Compañía de granaderos
- 1714: Capitán de granaderos del regimiento de Dragones de Lusitania
- 1719-20: participa en la primera guerra de Sicilia con los Dragones de Lusitania
- 1732: Teniente coronel del ejército y Alférez de la Real Compañía de Granaderos
- 1733-34: participa en la conquista de Nápoles
- 1734: Coronel de los Granaderos Reales
- 1734: Teniente de los Granaderos Reales
- 1735: participa en la segunda guerra de Sicilia
- 1735: campaña en Lombardia
- 1741: Brigadier de los Granaderos Reales
- 1741-44: campañas en Italia y Saboya
- 1744: Mariscal de Campo y capitán teniente de los Granaderos Reales
- 1745: campañas en Italia
- 1746-47: Servicio en el ejército del rey de las Dos Sicilias
- 1747: Condecoración con la llave de Gentilhombre de Cámara de S M Siciliana y concesión del título de Marqués de Alós
- 1747: Abandona la Compañía de Granaderos para ser Gobernador militar y político de Alicante[11]
- 1754: Teniente general de los Reales ejércitos nacionales
- 1760: Gobernador militar y político de Gerona
- 1765: Capitán general de Mallorca

## Títulos y Dignidades
- I marqués de Alós (1747)
- Gentilhombre de cámara de Su Majestad Siciliana Carlos de Borbón

## Escritos
- Carta, instrucciones y relación de servicios que el Exmo. Señor Don Antonio de Alós y Rius, marqués de Alós..., Palma, [s.n.] 1767.[10]
- Avisos y medios para morir bien, inédito.[4]
- Como se ha de asistir á los ahorcados, inédito.[4]